# فریتز آبرومیت
فریتز آبرومیت (انگلیسی: Fritz Abromeit; ۳۰ اکتبر ۱۹۲۳ – اکتبر ۲۰۰۴ (۸۰−۸۱ سال)) بازیکن فوتبال اهل آلمان بود.
از باشگاه‌هایی که در آن بازی کرده‌است می‌توان به باشگاه فوتبال روت‌وایس اسن اشاره کرد.